# Notiphila ancudensis
Notiphila ancudensis är en tvåvingeart som beskrevs av Cresson 1931. Notiphila ancudensis ingår i släktet Notiphila och familjen vattenflugor. Inga underarter finns listade i Catalogue of Life.